# GNU Common Lisp
GNU Common Lisp (GCL) és el compilador de Common Lisp del Projecte GNU, i un desenvolupament evolutiu del Kyoto Common Lisp.
Produeix codi objecte natiu al generar primer codi C i després cridant al compilador C per a crear el codi executable.
Encara que no és completament compatible amb l'especificació de l'ANSI Common Lisp, el GCL és la implementació triada per a diversos projectes grans incloent les eines de matemàtiques Maxima, AXIOM i ACL2.
El GCL corre sota GNU/Linux en onze diverses arquitectures, i també sota Microsoft Windows, Solaris, i FreeBSD.